# John Dudley (1er duc de Northumberland)
Pour les articles homonymes, voir Dudley.
John Dudley (1504, Londres – Tour de Londres, 22 août 1553), 1er comte de Warwick puis 1er duc de Northumberland, fils d'Edmund Dudley et d'Elisabeth Grey (en), 6e baronne Lisle.

## Biographie
John Dudley est l'aîné des trois fils d'Edmund Dudley, conseiller d'Henri VII, et de sa seconde épouse Elizabeth Grey, fille d'Edward Grey, 1er vicomte de Lisle. Son père est arrêté et exécuté pour « trahison présumée » (Constructive treason) en 1510, après l'avènement d'Henri VIII, le nouveau roi ayant besoin de boucs émissaires pour excuser les politiques financières impopulaires de son prédécesseur.
En 1512, John, âgé de sept ans, devient pupille de Sir Edward Guildford qui l'accueille dans sa famille ; dans le même temps, la confiscation des biens et des titres d'Edmund Dudley est levée et John Dudley est rétabli « dans son nom et dans son sang » sur la base des bons services « que ledit John Dudley est susceptible de rendre ».
Vers l'âge de 15 ans, John Dudley se rend probablement avec son tuteur au Calaisis pour y servir quelques années. Il accompagne le cardinal Wolsey dans ses voyages diplomatiques en 1521 et 1527, et est anobli par Charles Brandon, 1er duc de Suffolk, lors de sa première grande expérience militaire, l'invasion de la France en 1523. En 1524, Dudley devient chevalier du corps et, à partir de 1534, il est responsable de l'armure du roi en tant que maître de l'armurerie de la Tour.
Considéré comme « le plus habile de sa génération, à pied comme à cheval », il excelle dans la lutte, le tir à l'arc et les tournois de la cour royale, comme l'indique un rapport français datant de 1546.
Il jouit de la faveur de Henri VIII d'Angleterre, malgré la disgrâce de son père, et est nommé Lord Grand Amiral. Il a encore plus de crédit auprès de son successeur, le jeune Édouard VI d'Angleterre, dont il devient le Lord President. Au terme d'un complot de palais qu'il mène à la fin 1549, il devient le véritable détenteur du pouvoir, et est créé comte de Warwick, duc de Northumberland, grand maréchal d'Angleterre et supplante Edward Seymour Duc de Somerset, le Lord Protector. Somerset, ayant tenté de l'assassiner par vengeance, est mis à mort le 22 janvier 1552.
Égaré par l'ambition, Dudley conçoit le projet de faire entrer la couronne dans sa famille : voyant Édouard VI près du tombeau, il le persuade d'exclure du trône ses propres demi-sœurs Marie Tudor et Élisabeth, au motif de bâtardise, puis de choisir pour héritière Jeanne Grey, descendante d'Henri VII d'Angleterre et protestante, à laquelle il a marié un de ses fils, Guilford Dudley.
À la mort d'Édouard en 1553, Jeanne reçoit en effet pendant neuf jours le titre de reine, mais Marie Tudor, ayant fait reconnaître ses droits, monte sur le trône et Dudley, abandonné de tous, est mis à mort, ainsi que Guilford et Jeanne Grey par la suite. Il est décapité à la hache à la Tour de Londres.
Son deuxième fils, Robert Dudley, devient un favori d'Élisabeth Ire.

## Source
Cet article comprend des extraits du Dictionnaire Bouillet. Il est possible de supprimer cette indication, si le texte reflète le savoir actuel sur ce thème, si les sources sont citées, s'il satisfait aux exigences linguistiques actuelles et s'il ne contient pas de propos qui vont à l'encontre des règles de neutralité de Wikipédia.